# Эмминген-Липтинген
Эмминген-Липтинген (нем. Emmingen-Liptingen) — община в Германии, в земле Баден-Вюртемберг. 
Подчиняется административному округу Фрайбург. Входит в состав района Тутлинген.  Население составляет 4479 человек (на 31 декабря 2010 года). Занимает площадь 54,57 км².